# Samuel Contesti
Samuel Contesti (né le 4 mars 1983 au Havre en Normandie) est un patineur artistique français puis italien. Il représente d'abord la France dans les compétitions de 2002 à 2007, puis l'Italie de 2007 à 2012. Il est vice champion de France 2006, quintuple champion d'Italie (2008 à 2012) et vice-champion d'Europe en 2009.

## Biographie

### Enfance
Samuel commence très tôt à faire du sport. Il commence le patinage dès quatre ans, avec ses sœurs, à Gap dans les Hautes-Alpes. Il poursuit le patinage pendant toute son enfance, et pratique également le football comme son père Yves Contesti qui a joué en 1re division française au Athletic Club, au Nîmes Olympique et au Toulouse Football Club. En 1995, il se classe quatrième des championnats de France Minime de patinage artistique devant un certain Brian Joubert. En 1998, Samuel décide d'arrêter le football, et en 1999-2000 il pratique de moins en moins le patinage. Samuel qui termine ses études secondaires, réfléchit et hésite sur son avenir: soit il poursuit le patinage, soit il abandonne et commence une carrière dans l'armée de l'air à l'école de Salon-de-Provence. Après son baccalauréat scientifique en poche en juillet 2001, Samuel décide d'intégrer le club de patinage artistique d'Annecy en septembre de la même année.

### Carrière amateur pour la France (2001-2007)

#### Saison 2001/2002
A Annecy, il s'entraîne d'abord avec Jacqueline Moyencourt puis à partir de 2002 avec Didier et Claudine Lucine. 2001/2002 est la première saison où Samuel Contesti se présente aux championnats de France Élites en décembre 2001 à Grenoble. Pour une première participation, il se classe onzième.

#### Saison 2002/2003
Il est absent des championnats de France de décembre 2002.

#### Saison 2003/2004
Samuel choisit de patiner son programme court sur la musique du film Un été 42 et son programme long sur une musique de Yann Tiersen, Le jour d'avant. Il se présente aux championnats de France 2004 qui sont organisés à Briançon en décembre 2003. Il progresse alors dans la hiérarchie nationale ne se classant sixième. Cette place lui permet d'être premier remplaçant pour les championnats d'Europe de Budapest en janvier 2004, et pour les championnats du monde de mars 2004 à Dortmund.

#### Saison 2004/2005
Samuel conserve son programme court et patine le long sur une musique du film La Liste de Schindler. C'est la saison de la révélation au grand public. Il participe pour la première fois au Trophée Éric Bompard en novembre, et se classe neuvième. En décembre, lors des championnats de France à Rennes, Samuel monte sur le podium et prend la médaille de bronze, derrière Brian Joubert et Frédéric Dambier. Cette position lui permet de participer pour la première fois aux grands championnats internationaux. En janvier 2005, il se rend aux championnats d'Europe à Turin et se classe à la neuvième place. Il participe ensuite aux championnats du monde de mars 2005 à Moscou. Il débute bien ses championnats en prenant la cinquième place de ses qualifications, mais une vingt-neuvième position au programme court le rétrograde vingt-sixième de la compétition provisoire, lui interdisant de patiner son programme long (en effet seuls les vingt-quatre premiers peuvent le faire). La saison se termine difficilement, mais elle est encourageante pour la suite.

#### Saison 2005/2006
Samuel conserve son programme long, et choisit la musique Don't let me be misunderstood de Bennie Benjamin (dans sa version disco de 1977 du groupe franco-américain Santa-Esmeralda) pour le programme court. Samuel Contesti se prépare à sa première saison olympique. Il participe pour la deuxième fois au Trophée Lalique et progresse en se classant cinquième. Il se présente ensuite aux championnats de France à Besançon où il va monter d'une marche sur le podium, grâce à un excellent programme libre qui lui permet de prendre la médaille d'argent derrière l'intouchable Brian Joubert. Devenu vice-champion de France, la saison ne peut que sourire à Samuel Contesti qui pense être qualifié pour les championnats et les jeux olympiques à venir. Mais la FFSG (Fédération française des sports de glace) en décide autrement. Elle décide de ne pas le qualifier pour les championnats d'Europe de janvier 2006 à Lyon. Elle se justifie en disant préférer des patineurs qui ont réalisé de meilleures performances au début de la saison. Samuel fait évidemment appel de cette décision arbitraire, et on décide d'organiser une nouvelle épreuve de qualification pour les championnats d'Europe entre lui et les deux autres patineurs Alban Préaubert et Frédéric Dambier qui ont respectivement été classés troisième et quatrième des championnats de France. Samuel remporte cette dernière épreuve et peut donc se préparer pour aller à Lyon. Mais les choses ne sont pas si simples. Voilà que cette dernière épreuve est annulée et que Samuel Contesti est de nouveau écarté des championnats d'Europe. Sa sélection pour les jeux olympiques d'hiver de Turin n'est pas non plus assurée, puisqu'elle dépend des résultats de Frédéric Dambier et Alban Préaubert aux championnats d'Europe. Frédéric Dambier s'étant classé quatrième, il est sélectionné pour les jeux, et Samuel doit rester à la maison! Pour couronner le tout, la fédération préfère envoyer Alban Préaubert aux championnats du monde de mars 2006 à Calgary, plutôt que de choisir le vice-champion de France! Malgré un excellent début de saison, Samuel Contesti n'a pas pu défendre ses prétentions lors des grands championnats internationaux.

#### Saison 2006/2007
Samuel choisit de patiner son programme long sur la musique du film Il était une fois dans l'Ouest d'Ennio Morricone. La saison commence hélas mal pour Samuel puisqu'il est blessé au tendon d'Achille. De plus la fédération n'en finit pas de lui chercher des noises. Elle veut lui faire passer un test pour sa sélection au Skate America en octobre! Samuel refuse et n'ira pas aux États-Unis. Il ne participera pas non plus au Trophée Bompard de novembre, étant toujours blessé. Samuel fait donc sa rentrée en décembre lors des championnats de France 2007 organisés à Besançon. Il prend la médaille de bronze derrière Brian Joubert et Yannick Ponsero. Avec cette position il aurait dû être sélectionné pour les championnats d'Europe de janvier 2007 à Varsovie, mais la fédération lui préféra Alban Préaubert qui avait déclaré forfait lors des championnats de France. L'idée de patiner pour un autre pays commence à voir le jour dans la tête de Samuel. Il va demander à la fédération s'il peut patiner cette saison pour Monaco, mais on lui refuse. En février 2007, il épouse Géraldine Zulini à Annecy. Elle a été championne de France junior de patinage artistique en 2002. Blessé à un tendon, Samuel déclare forfait pour les championnats du monde de mars 2007 à Tokyo. Il est remplacé par le vice-champion de France Yannick Ponsero. Son épouse Géraldine Zulini ayant la double nationalité franco-italienne, Samuel décide de demander aux fédérations françaises et italiennes de pouvoir patiner pour l'Italie et espérer ainsi participer aux grands championnats, sans avoir des difficultés de la fédération française. En juin, les deux fédérations ayant donné leur accord, Samuel peut patiner pour l'Italie la saison suivante. Il est accompagné par son compatriote Yannick Kocon qui choisit lui aussi de patiner pour l'Italie.

### Carrière amateur pour l'Italie (2007-2012)

#### Saison 2007/2008
Samuel Contesti fait les démarches pour obtenir la nationalité italienne et commence à représenter l'Italie dès la saison 2007/2008. Il participe à ces premiers championnats d'Italie, organisés à Milan, et devient immédiatement champion d'Italie, devant le numéro un italien de l'époque Karel Zelenka. Toutefois, même en étant devenu champion du nouveau pays qu'il représente, il ne peut représenter l'Italie aux compétitions internationales que la saison suivante. C'est donc Karel Zelenka qui représentera l'Italie aux championnats d'Europe de janvier 2008 à Zagreb et aux championnats du monde de mars 2008 à Göteborg. En janvier 2008, son épouse devient son entraîneur principal et Samuel se déplace à Courmayeur dans le Val d'Aoste pour travailler ses entraînements. Le suisse Peter Grütter vient compléter son équipe d'entraîneurs en août 2008.

#### Saison 2008/2009

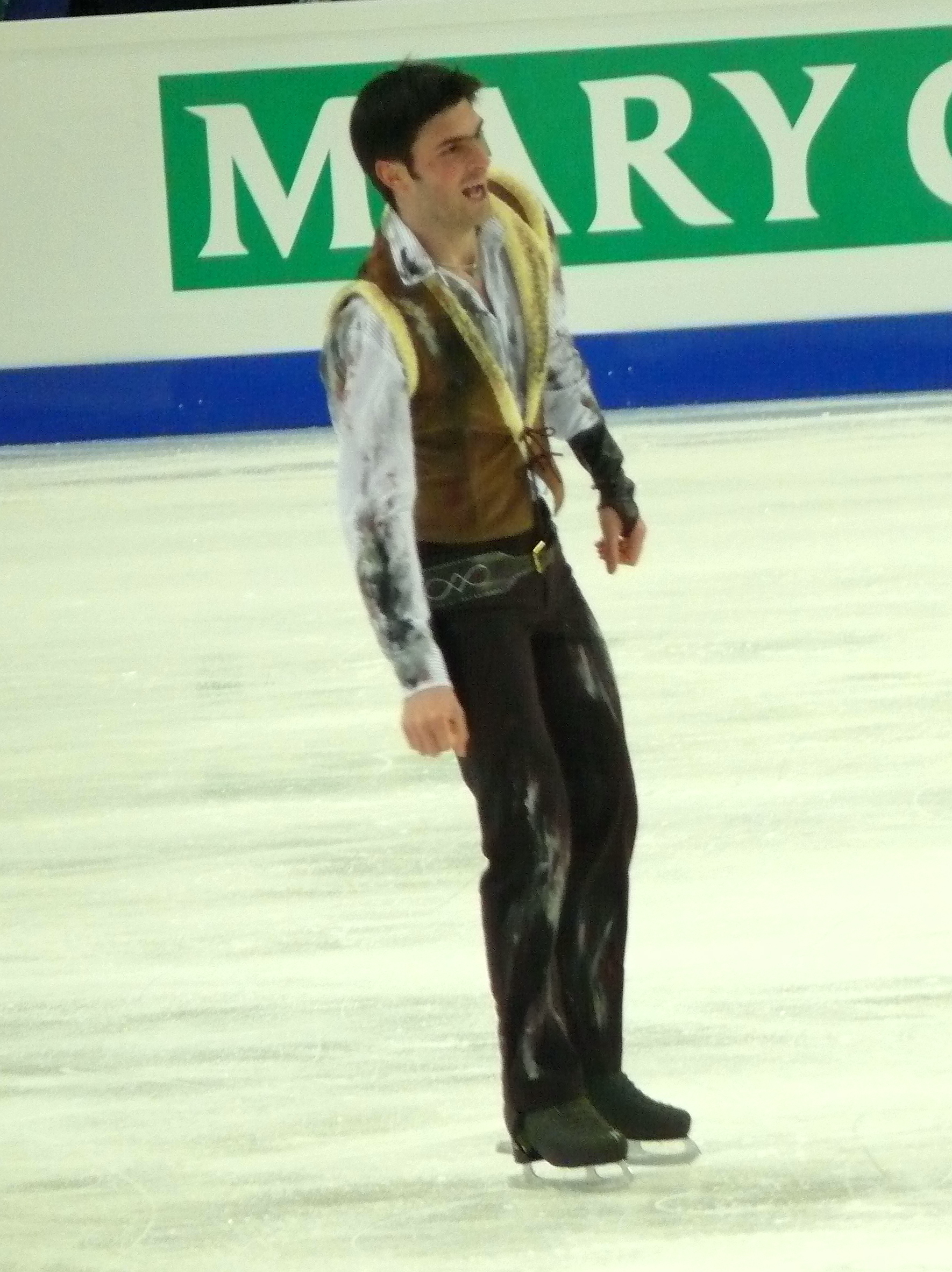
Samuel Contesti à la fin de son programme libre le 22 janvier 2009 aux championnats d'Europe à Helsinki

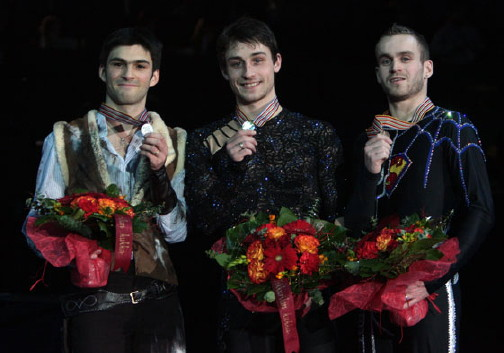
Samuel Contesti sur le podium des championnats d'Europe 2009 à Helsinki avec Brian Joubert (médaille d'or) et Kevin Van Der Perren (médaille de bronze)

Samuel peut enfin faire son retour sur le devant de la scène internationale, en représentant l'Italie. Il décide de reprendre la musique du film Il était une fois dans l'Ouest d'Ennio Morricone pour son programme long, qu'il avait utilisé lors de la saison 2006/2007 quand il représentait encore la France. En décembre 2008, il défend son titre national à Pignerol dans le Piémont et conserve la médaille d'or pour la deuxième année consécutive.
Qualifié bien sûr pour les championnats d'Europe 2009 à Helsinki, il réalise de très bonnes performances aux programmes court et long et devient vice-champion d'Europe, derrière Brian Joubert, quatre ans après sa dernière participation à ces championnats. Il réalise alors son record personnel avec 220,92 points, et l'Italie obtient sa première médaille européenne masculine, cinquante-cinq ans après la médaille d'or de Carlo Fassi à Bolzano en 1954. Samuel confirmera sa performance européenne en se classant cinquième mondial lors des championnats du monde de mars 2009 à Los Angeles, et en battant de nouveau son record personnel avec 226,97 points. Retour international parfaitement réussi pour Samuel Contesti.

#### Saison 2009/2010
Samuel change son programme libre et choisit des musiques des Andes interprétées à la flûte de pan. Il commence sa saison olympique en octobre avec une encourageante quatrième place à la Coupe de Chine, puis le mois suivant à la cinquième place du Skate Canada. En décembre, il conserve sans problème pour la troisième saison consécutive son titre national aux championnats d'Italie à Brescia.
Lors des championnats d'Europe de janvier 2010 à Tallinn, il ne réussit pas à conserver sa médaille d'argent et redescend à la cinquième place, notamment en raison du retour aux compétitions du russe Evgeni Plushenko et du suisse Stéphane Lambiel. Champion d'Italie en titre, il est bien sûr sélectionné par la fédération pour représenter l'Italie aux jeux olympiques d'hiver de février 2010 à Vancouver. Pour ses premiers jeux olympiques, il ne connaît pas le même succès que dans les derniers championnats auxquels il a participé. Après avoir chuté dans le programme court, il ne réussit pas à patiner parfaitement son programme libre qui est entaché de plusieurs erreurs, dont notamment deux triples Axel mal réceptionnés, ce qui ne lui permet que d'obtenir la dix-huitième place olympique. Après des jeux ratés, Samuel Contesti se réhabilite un mois plus tard aux championnats du monde de mars 2010 à Turin où il conquiert la septième place mondiale. Certes il perd deux places par rapport à la saison passée, mais il retrouve le top 10 mondial qu'il avait perdu aux jeux olympiques.

#### Saison 2010/2011
Il patine son programme court sur la Marche hongroise d'Hector Berlioz, La pie voleuse de Gioachino Rossini et "l'Ouverture solennelle 1812" de Piotr Ilitch Tchaïkovski. Pour le programme long, il reprend les musiques des Andes de la saison passée.
En novembre, il se présente à deux compétitions automnales du Grand Prix ISU ; d'abord à la Coupe de Chine (6e) puis à la Coupe de Russie (4e). Le mois suivant il remporte son quatrième titre de champion d'Italie à Milan.
Lors des championnats d'Europe de janvier 2011 à Berne, il descend d'une place dans la hiérarchie européenne en obtenant la 6e place. Trois mois plus tard aux championnats du monde d'avril 2011 à Moscou, il dégringole de la hiérarchie mondiale en perdant onze places en se classant 18e.

#### Saison 2011/2012
Il conserve son programme court de la saison passée la Marche hongroise d'Hector Berlioz, La pie voleuse de Gioachino Rossini et "l'Ouverture solennelle 1812" de Piotr Ilitch Tchaïkovski. En revanche, il change de programme long et choisit de patiner sur La Vie en rose d'Édith Piaf, Ca gaze de Fony Murena et La Valse à mille temps de Jacques Brel.
À l'automne, il se classe 8e du Skate America et 4e du Trophée NHK. Il remporte ensuite son cinquième titre de champion d'Italie à Courmayeur en décembre. Aux championnats d'Europe de janvier 2012 à Sheffield, il reste dans le top 10 continental en prenant la 7e place. Et deux mois plus tard il réintègre le top 10 mondial en prenant la 10e place des championnats du monde de mars 2012 à Nice.
À 29 ans, il annonce le 18 juin 2012 qu'il se retire de la compétition, Courmayeur ne pouvant plus lui offrir de conditions d'entraînement adéquates.

### Reconversion
Il souhaite poursuivre une carrière professionnelle dans le domaine du patinage en devenant entraîneur pour rendre à son sport ce que celui-ci lui a donné.

## Palmarès
| Compétition             | 2002    | 2003    | 2004    | 2005    | 2006    | 2007    | 2008    | 2009    | 2010    | 2011    | 2012    |  |  |  |
| Jeux olympiques d'hiver |         |         |         |         |         |         |         |         | 18e     |         |         |  |  |  |
| Championnats du monde   |         |         |         | 26e     |         | F       |         | 5e      | 7e      | 18e     | 10e     |  |  |  |
| Championnats d’Europe   |         |         |         | 9e      |         |         |         | 2e      | 5e      | 6e      | 7e      |  |  |  |
| Championnats de France  | 11e     | F       | 6e      | 3e      | 2e      | 3e      |         |         |         |         |         |  |  |  |
| Championnats d'Italie   |         |         |         |         |         |         | 1er     | 1er     | 1er     | 1er     | 1er     |  |  |  |
|                         |         |         |         |         |         |         |         |         |         |         |         |  |  |  |
| Grand Prix ISU          | 2001/02 | 2002/03 | 2003/04 | 2004/05 | 2005/06 | 2006/07 | 2007/08 | 2008/09 | 2009/10 | 2010/11 | 2011/12 |  |  |  |
| Skate America           |         |         |         |         |         | F       |         |         |         |         | 8e      |  |  |  |
| Skate Canada            |         |         |         |         |         |         |         |         | 5e      |         |         |  |  |  |
| Coupe de Chine          |         |         |         |         |         |         |         |         | 4e      | 6e      |         |  |  |  |
| Trophée de France       |         |         |         | 9e      | 5e      | F       |         |         |         |         |         |  |  |  |
| Coupe de Russie         |         |         |         |         |         |         |         |         |         | 4e      |         |  |  |  |
| Trophée NHK             |         |         |         |         |         |         |         |         |         |         | 4e      |  |  |  |
| Légende : F= Forfait    |         |         |         |         |         |         |         |         |         |         |         |  |  |  |